# Pancho Vladigerov

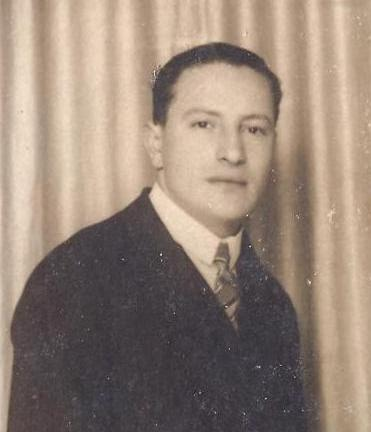
Pancho Vladigerov in 1928

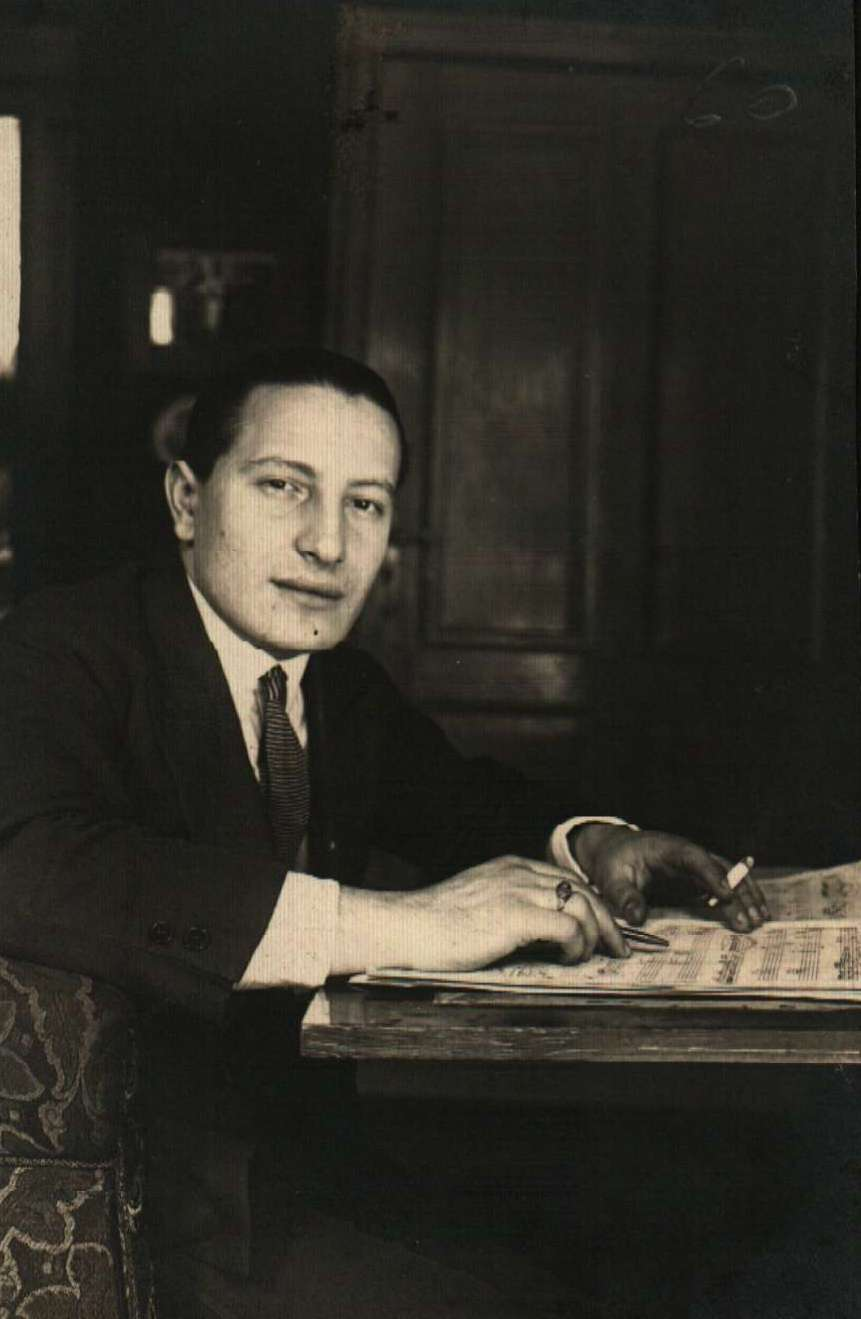
Pancho Vladigerov

Pancho Haralanov Vladigerov of Wladigeroff, of Vladiguerov, of Vladigueroff (Bulgaars: Панчо Хараланов Владигеров) (Zürich, Zwitserland, 13 maart 1899 - Sofia, Bulgarije 8 september 1978) was een Bulgaarse componist, muziekpedagoog en pianist.
Pancho Vladigerov wordt gerekend tot de tweede generatie van Bulgaarse componisten. Hij was een van de stichters van de Bulgaarse Vereniging voor Hedendaagse Muziek of Bulgarian Contemporary Music Society (1933), welke later de Vakbond van Bulgaarse Componisten werd. Hij markeerde het begin van een aantal nieuwe genres in de Bulgaarse muziek. Hij is ook de oprichter van een specifiek Bulgaarse school voor compositie en pedagogiek. Onder zijn studenten zaten de beste Bulgaarse componisten van de jongere generatie. Ook gaf hij lessen aan pianist Alexis Weissenberg.
Vladigerov was geboren in Zwitserland, maar woonde in Sjoemen (Shumen). Zijn moeder Eliza Pasternak was een Russische Jodin en een kennis van de schrijver Boris Pasternak. Zijn vader Haralan Vladigerov was advocaat. Pancho Vladigerov speelde piano en componeerde al op jeugdige leeftijd. Hij was 10 toen hij begon met de compositiestudie bij Dobri Hristov in Sofia. Na de dood van zijn vader in 1912, verhuisde hij naar Berlijn met zijn moeder en zijn tweelingbroer, violist Luben Vladigerov, alwaar hij student werd aan de Staatliche Akademische Hochschule für Musik en theorie en compositie studeerde bij Paul Juon en piano bij H. Barth. In 1920 behaalde hij zijn diploma van de Academie der Künste in compositie, als student van Friedrich Gernsheim en Georg Schumann. Hij won tweemaal de Mendelssohn-Prijs van de Academie (in 1918 en 1920). Hij werkte voor Max Reinhardt aan het Deutsches Theater in Berlijn als componist en pianist (1920-32) en keerde daarna terug naar Sofia. In Sofia kreeg hij een baan als leraar en professor (vanaf 1940) voor piano, kamermuziek en compositie aan de staatsacademie voor muziek, die na zijn dood werd omgedoopt tot Vladigerov Academie.
Hij schreef in talloze stijlen en genres en was ook auteur van een opera genaamd Tsaar Kaloyan, op libretto van Nikolai Liliev en Fani Popova-Mutafova), ballet, symfonische muziek, vijf piano concerten, twee vioolconcerten, kamermuziekwerken, 38 transcripties van instrumentale stukken voor instrument en piano, 50 volksliederen in concert arrangement voor stem en piano/orkest, 20 liederen voor zangstem en piano, 10 koorliederen met piano/orkest, muziek voor theatervoorstellingen van het 'Deutsches Theater' in Berlijn, het Theater in der Josefstadt in Wenen, en voor er Nationale Theater in Sofia.
Pancho Vladigerov werd bekend toen zijn werken vanaf 1920 gepubliceerd werden door de bekende uitgeverij 'Universal Edition' in Wenen en op lp verschenen op het label van Deutsche Grammophon, waarna veel van zijn werken door heel Europa en de Verenigde Staten gespeeld werden. Als pianist/componist toerde hij door de meeste Europese landen, waarbij hij veelvuldig zijn eigen werken vertolkte. In 1969 ontving hij de Herder Preis. In Sjoemen wordt om de paar jaar een internationale muziekwedstrijd voor pianisten en violisten gehouden, de Pancho Vladigerov Piano and Violin Competition. Op het Bulgaarse label Balkanton verschenen 4 sets met elk 7 lp's met zijn theater- en symfonische muziek. Vele werken, zoals zijn Bulgaarse Rhapsodie Vardar worden beschouwd als kenmerkend voor de Bulgaarse muziekcultuur.
Zijn huis in Sofia (op Yakubitsa 10) is tegenwoordig een museum Zijn zoon Alexander Vladigerov (1933 - 1993) en kleinkinderen Pancho Vladigerov Jr., Alexander Wladigeroff, en Konstantin Wladigeroff zijn tevens bekende musici geworden.
Beroemde pianisten als Marc-Andre Hamelin en Alexis Weissenberg hebben werken van Vladigerov op hun repertoire, en sommige stukken opgenomen.
In de herfst van 2006 stichtte Pancho Vladigerov Jr. de Intellectual Legacy of Pancho Vladigerov Foundation. Deze stichting heeft tot doel om de muzikale nalatenschap van Vladigerov te bewaren, beschermen en te populariseren. Ook in Sjoemen is een klein museum ter nagedachtenis aan Vladigerov opgericht.

## Relevante composities
- César et Cleopâtre: Romance et Cake-Walk (1)
- Chimmy de concert
- Divertimento for Chamber Orchestra
- Fox-Trot
- Hora staccato
- Improvisation for Piano
- 5 Concertos for Piano
- 4 Pieces for Piano, Op. 2
- Trio for Piano, Violin and Cello, Op.4
- Deux Improvisation Op.7
- 4 Pieces for Piano, Op. 10
- Elf Suite, Op. 13
- Prelude, autumn elegy and humoresque, Op. 15
- Bulgarian Rhapsody, Op. 16 "Vardar" (7)
- Deux Paraphrases Bulgares Op.18
- Deux Morceaux, Op. 20
- Suite bulgare, Op. 21
- 7 Bulgarian Symphonic Dances, Op. 23
- Classic and Romantic, Op. 24: Poco di minuetto
- Classic and Romantic, Op. 24: Song of the North
- Bulgarian Songs and Dances, Op. 25: Yonka
- Sonatina concertante, Op. 28
- Shumen Miniatures, Op. 29
- Berceuse for Piano in A minor, Op. 29
- Concerto Fantasy for Cello, Op. 35
- Episodes, Op. 36
- Aquarelles, Op. 37
- 4 Romanian Symphonic Dances, Op. 38
- Pictures, Op. 46
- Suite for Piano, Op. 51
- Novelettes, Op 59

en opera Tsaar Kaloyan en muziek bij een toneelspel van August Strindberg: A Dream Play.
- Trois morceaux breffs] op. 64 (1972)
- Quatre pièces op. 65 (1973)
- Cinq Silhouettes op. 66 (1974)
- Cinq tableaux poétiques op. 68 (1976)
- Quatre Fresques op. 69 (1977)
- Trois Bagatelles op. 70 (1978)
- Rhapsodie Vardar op. 16, pour deux pianos, à l'originale Rhapsodie Bulgare «Vardar» pour violon et piano (1922, tr. 1976)
- Mar Dimitro lyo – danse Bulgare pour deux pianos, op. 23, No. 2, de Sept danses symphonique Bulgare (1931, tr. 1976)
- Bilyana – danse Bulgare pour deux pianos, op. 23, No. 6, de Sept danses symphonique Bulgare (1931, tr. 1976)
- Grande ronde – danse Bulgare pour deux pianos, op. 23, No. 7, de Sept danses symphonique Bulgare (1931, tr. 1976)
- Suite Bulgare pour deux pianos, op. 21, à l'originale pour piano (1926, tr. 1977)
- Valse fantastique pour deux pianos, op. 2, No. 4, de Quatre pièces pour piano op. 2, (1915, tr. 1977)
- Danse Suédoise pour deux pianos, op. 13, No. 2, de la musique pour la piece «Le songe» de August Strindberg (1921, tr. 1977)
- Danse Roumaine pour deux pianos, op. 38, No. 3, de Quatre danses symphonique Roumaine (1942, tr. 1977)
- Dinicu-Vladigueroff – Hora staccato pour deux pianos, sans opus, à l'originale pour orchestre symphonique (1942, tr. 1977)
- La danseuse Orientale pour deux pianos, op. 10, No. 2, de Quatre pieces pour piano (1920, tr. 1977)
- Chimmy de concert pour deux pianos, sans opus, à l'originale «Chimmy orientalico» pour violon et piano (1924, tr. 1977)
- Romance et Cakewalk pour deux pianos, sans opus, de la musique pour la pièce «César et Cléopatre» de Bernard Shaw (1920, tr. 1977)
- Foxtrot pour deux pianos, sans opus, à l'originale pour piano (1925, tr. 1977)

### Recente opnamen
- Pancho Vladigerov: Bulgarian Rhapsody Vardar, Traumspielsuite, Bulgarian Dances - Berlin Radio Symphony Orchestra, Horia Andreescu CPO Records 2007
- Pancho Vladigerov: Chamber Music - Rudolf Leopold, Endre Hegedus, Katalin Hegedus, Raluca Stirbat, Édua Amarilla Zádory Hungaroton 2006
- Bulgarian Impressions: Vladigerov - Complete Works for Piano Duo - Genova/Dimitrov CPO Records, 2000
- Pancho Vladigerov: Compositions - Bulgarian Radio Symphony Orchestra, Alexander Vladigerov Gega Records 1999
- The Legacy of Pantcho Vladigerov (Description of CD), with Krassimira Jordan, pianist. Albany Records (1998).